# Nazok Sara
Nazok Sara (em persa: نازك سرا, também romanizada como Nāzok Sarā) é uma aldeia do distrito rural de Kurka, situada no distrito central de Astaneh-ye Ashrafiyeh, na província de Gilan, no Irã. Segundo o censo de 2006, sua população era de 439, em 133 famílias.